# Snellenita diversa
Snellenita diversa är en fjärilsart som beskrevs av George Francis Hampson 1911. Snellenita diversa ingår i släktet Snellenita och familjen tandspinnare. Inga underarter finns listade i Catalogue of Life.